# Walter Vilain
Walter Vilain (Koksijde, 1 juni 1938 – Woluwe, 7 januari 2019) was een Belgisch beeldend kunstenaar, dichter en componist.

## Levensloop

### Jaren 40
Vilain werd geboren als zoon van Marcel Vilain en Leonie Weerbrouck. Zijn vader sneuvelde tijdens de oorlog toen zijn vissersboot op een mijn voer. Reeds op vijfjarige leeftijd kreeg Vilain les van de schilder François Dumont. In diezelfde periode huurde Willem Elsschot het huisje van Vilains grootmoeder en ontmoette hij voor het eerst pianist Robert Steyaert, met wie hij tot aan diens dood een vriendschap zou opbouwen. In 1949 maakte Vilain zijn eerste aquarellandschappen in de duinen in Sint Idesbald en bootste hij vanuit het hoofd schilderijen van Paul Delvaux na.

### Jaren 50
In 1953 leerde Vilain zijn buurman George Grard kennen en begon hij ook te beeldhouwen. Zijn eerste atelier zou hij in 1959 oprichten in het intussen befaamde huis van zijn grootmoeder. Van 1959 tot 2005 kwam daar het Vanneuvillehuis bij, een intussen geklasseerd vissershuis dat toen aan zijn familie toebehoorde. In 1955 slaagde Vilain voor het ingangsexamen voor het Nationaal Hoger Instituut voor Architectuur en Decoratieve kunsten van Ter Kameren en volgde hij er "monumentale kunst" in de klas van Paul Delvaux. Twee jaar later publiceerde hij zijn eerste dichtbundel Wit brood.
Op de wereldtentoonstelling van 1958 (Expo 58) mocht Vilain een monumentale muurschildering maken en had hij in Brussel zijn eerste solo-expositie in galerie Les Contemporains. Tevens behaalde hij dat jaar het diploma van Ter Kameren en schreef hij zich in aan de normaalschool van Gent, sectie Plastische Kunsten bij Octave Landuyt. Een van zijn medeleerlingen was Jan Hoet, met wie hij bevriend raakte en die hij zou uitnodigen voor de oprichting van de Westhoek-Academie te Koksijde (in 1971). Ten slotte koos in 1958 de aankoopcommissie van de Belgische staat zijn werk Compositie voor het nationaal patrimonium en werd aan Vilain de Anto Carte-prijs toegekend.

### Jaren 60
In 1960 werd Vilain regent Plastische Kunsten en huwde hij Liliana Deprez uit Roeselare, met wie hij zich in Hasselt vestigde. In deze stad had Vilain immers zijn legerdienst gedaan en de plaatselijke kolonel bood hem aan om in Hasselt te blijven. Daar gaf hij dan ook les aan de rijksnormaalschool, in Tongeren doceerde hij plastische kunsten. Tegelijk stichtte Vilain mee de groep Helikon, vernieuwend voor de kunst in Limburg. Met Deprez kreeg hij twee dochters, maar het huwelijk zou niet standhouden.
Vilain kreeg in 1961 een studiebeurs voor Parijs in het atelier Friedlander. In 1962 ontving hij de Prijs Jonge Belgische Schilderkunst. Zijn stijl werd als lyrisch-abstract omschreven. In 1963 was hij laureaat van de Berthe Art-beurs voor schilderkunst. Hij werd uitgenodigd op de biënnales van Parijs en San Marino. Hij organiseerde een reeks solotentoonstellingen en zou dit volhouden tot het einde van zijn leven.
In 1966 werd Vilain lid van de Nationale Raad voor Plastische Kunsten en ontstonden er hechte banden met prins Karel. Deze laatste nam privaat tekenlessen bij Vilain.

### Jaren 70
In 1971 stichtte Vilain de Westhoek Academie Koksijde; hij bleef er 17 jaar directeur, nadien ere-directeur. Tevens werd hij voorzitter van de Nationale Raad voor Plastische Kunsten. In 1979 werd Vilain medestichter en bestuurder van de stichting "Museum Paul Delvaux" in St Idesbald.

### Jaren 80
In 1980 publiceerde Vilain de dichtbundel Onomwonden en richtte hij de vzw Crea I op, in 2013 omgevormd tot de vzw Walter Vilain. Niettegenstaande zijn ernstige gezondheidsproblemen bleef Vilain zeer actief. Zo werd hij voorzitter van het "pedagogische college Academie Antwerpen" en organiseerde hij de tentoonstellingen L'art dans l'usine et l'industrie en Philips en Deva Hasselt, en een eigen retrospectieve in het Cultureel Centrum Hasselt. Hij gaf tevens tekenles in de modeklas van de Academie van Antwerpen.
De stad Hasselt bestelde bij Vilain een monumentaal, 14 meter hoog beeldhouwwerk Narcissus, dat gedurende jaren het plein aan de Twee Torenwijk zou sieren en nadien verplaatst werd naar de Hasselt Golf Club.

### Jaren 90
In 1990 werd Vilain directeur van de Koninklijke Academie van Antwerpen, maar hij kreeg geen vaste benoeming en zijn contract werd een jaar later niet verlengd. Vilain werd nadien in gebreke gesteld omdat hij onterecht de titel "eredirecteur" van deze academie gebruikte.
Brussel werd daarop zijn vaste stek, met tentoonstellingen in het VLEKHO en tijdens de Koningin Elisabethwedstrijd in het Koninklijk Conservatorium. In 1994 nam hij een atelier in gebruik op de Zavel. 
Vanaf 1994 werkte Vilain samen met pianisten Paul de Boer en Willy Appermont, alsook met de Japanse sopraan Nobuko Takahashi. In 1998 werd Vilain cultureel ambassadeur van Koksijde.
Vilain genoot nooit een formele muziekopleiding maar kreeg wel enkele privé-lessen piano van zijn vriend Steyaert. Omdat hij geen partituren kon lezen, werden zijn composities op schrift gesteld door de pianist Willy Appermont.

### Sedert 2000
In 2005 nam de gemeente Koksijde het oude atelier Vanneuvillehuis over en kreeg het de bestemming van permanente museumcollectie "Walter Vilain".
In 2007 werd Vilain gemeenteraadslid van Koksijde en bouwde hij een nieuw atelier naast het huisje van zijn grootmoeder.
Vilain beëindigde zijn lange pedagogische loopbaan in 2015 in de Scuola Internazionale di Grafica Venezia.
In september 2018 organiseerde de Chinese ambassadeur bij de EU Zhang Ming een expositie van Vilains werken onder de naam Melody in het China Cultural Centre te Brussel in het kader van de "First Edition of the EU-China Art Dialogue". Enkele weken later kwam Vilain op voor de gemeenteverkiezingen in Koksijde, maar hij werd niet verkozen.
Vilain overleed op 7 januari 2019 na een kort ziekbed in het St-Lukas Ziekenhuis te Woluwe.

## Postuum
Na zijn overlijden maakte de Stichting Paul Delvaux bekend dat zij Vilain in het seizoen 2019 zou eren met een inauguratie en met een expositie. De stichting Delvaux gaf eveneens de opdracht aan auteur Jean Jauniaux het tweede boekje uit de reeks "De uil uit de duinen" te wijden aan Vilain. Het eerste boekje was gewijd aan Paul Delvaux zelf.